# Museum Erdbachium
Das Museum Erdbachium ist ein ehrenamtlich betriebenes Museum in Breitscheid-Erdbach (Hessen). Es ist derzeit (2024) geschlossen.
Das Museum wurde als „Museum Zeitsprünge“ eröffnet. Es hatte einen erdgeschichtlichen und archäologischen Schwerpunkt und wurde durch einen gleichnamigen Verein betreut. Von 2010 bis 2015 fungierte das Museum auch als offizielles GeoPark-Infozentrum des Geoparks Westerwald-Lahn-Taunus, bis es aus vertraglichen Gründen geschlossen wurde. Am 24. März 2019 öffnete das „Erdbachium – Zentrum für Kalk, Kelten und Kultur“ wieder für den allgemeinen Publikumsbetrieb, musste jedoch wegen der Covid-19-Pandemie geschlossen werden.

## Allgemeines
Das Museum wurde durch den Heimat- und Geschichtsverein Breitscheid (heute Zeitsprünge e. V.) gegründet. Als Lokalität für die Ausstellung diente das alte Schulgebäude im Ortsteil Erdbach, das sich direkt neben dem Dorfgemeinschaftshaus befindet. Geleitet wurde das Museum durch den gemeinnützigen Verein Zeitsprünge e. V., der neben dem Museum ein Töpfermuseum in Breitscheid, sowie die Schauhöhle Herbstlabyrinth bis zur Kündigung seitens der Gemeinde (Ende 2014) touristisch betrieb. Seither ist die Gemeinde Breitscheid verantwortlich für diese Sehenswürdigkeiten.

## Ausstellung
Das Museum beschäftigte sich primär mit der Thematik der Erdgeschichte und der Archäologie, sowie sekundär mit der Höhlenforschung. Große Teile der Ausstellungsobjekte stammten aus der Region, die für ihre geologischen Ausprägungen bekannt ist. So waren Fossilien ausgestellt, unter anderem versteinerte Muscheln, Pflanzen, Trilobiten, Schnecken, aber auch größere Objekte wie Höhlenbärknochen und Fragmente vom Knochenhecht. Große Teile des Inventars sind eine Leihgabe des Naturkundemuseums Dortmund.
Aus archäologischer Sicht konnten Funde aus den Erdbacher Steinkammern besichtigt werden, die auf eine frühe menschliche Besiedlung hinweisen. Man entdeckte bei Grabungen dort Bruchstücke keramischer Gegenstände aus der Jungsteinzeit, der späteren Bronzezeit, sowie der Eisenzeit. Außerdem wurden in zwei Körpergräbern menschliche Knochenfragmente entdeckt. Als eine Spezifität gilt der Wendelhalsring, der mit seiner filigranen und technisch hochwertigen Ausarbeitung ein einzigartiges Stück darstellt.
Ein Höhlenraum gab dem Besucher einen Einblick in die Aktivitäten der Höhlenforscher der Speläologischen Arbeitsgemeinschaft Hessen e. V. Darüber hinaus bekam man einen Einblick in die Forschungsarbeiten im Breitscheider Karstgebiet, sowie in die Höhlenwelt vor Ort.